# Konrad von Oppen
Konrad Karl Matthias Heinrich Albrecht von Oppen (* 23. April 1904 in Posen, Deutsches Reich; † 30. April 1987 in Friedrichsdorf) war ein deutscher Politiker (CDU).
Seine Eltern waren der Jurist Matthias von Oppen (* 30. August 1873; † 30. März 1924) und dessen Ehefrau Asta von Roeder (* 21. Juli 1882, † 28. Mai 1976).
Von Oppen absolvierte nach dem Abitur im Jahr 1922 ein Studium der Rechtswissenschaften. Seit 1922 war er Mitglied des Corps Saxo-Borussia Heidelberg. Ab 1925 war er als Referendar tätig und im Jahr 1930 folgte die Promotion. Nach einer Tätigkeit als Gerichtsassessor, war er mehrere Jahre bei der Domänenbank in Berlin als Rechtsberater sowie als geschäftsführendes Vorstandsmitglied der Mitteldeutschen Bank in Weimar tätig. Nach einer Lehrzeit in der Landwirtschaft, übernahm er 1938 den Familienbesitz in der Uckermark. Die Familie lebte in Fahrenholz. Von 1939 bis 1946 war er erst im Kriegsdienst eingesetzt und geriet danach in Kriegsgefangenschaft. Seine Familie wurde aus der Heimat vertrieben und der Besitz enteignet. Seit 1946 war er Vermögensverwalter des Grafen von Bernstorff und dessen Erben in Gartow. Er wurde Vorstandsmitglied des Gartower Deich- und Wasserverbandes und anderer wasserwirtschaftlicher Organisationen. Dort war er auch Mitglied des Kreistages, bevor er Mitglied des Niedersächsischen Landtages wurde. Von Oppen gehörte diesem von der vierten bis zur sechsten Wahlperiode, also 1959 bis 1970 an.
Konrad von Oppen trat 1952 dem Johanniterorden bei, seit 1965 Rechtsritter. Er war von 1966 bis 1974 Regierender Kommendator der Brandenburgischen Provinzialgenossenschaft und wurde Ehrenkommendator dieser alten evangelischen Kongregation.
Seiner Ehe mit Freda-Felictas (Fee) von Winterfeldt (1913–1984) entstammen zwei Töchter und zwei Söhne. Sein Schwiegervater war der bekannte Präsident des Deutschen Roten Kreuzes Joachim von Winterfeldt-Menkin.

## Belege
1. ↑  Dietrich von Oppen: Lebensskizzen aus der Familie von Oppen vornehmlich im 20. Jahrhundert. Ein zeitgeschichtliches Lesebuch. In: Familienverband von Oppen (Hrsg.): Chronik/Genealogie. Eigenverlag, Bad Homburg, Freiburg im Breisgau 1985, S. 260–269 (d-nb.info [abgerufen am 9. August 2021]).
2. ↑  Kösener Corpslisten 1996, 140 1381
3. ↑  Balley Brandenburg des Ritterlichen Ordens St. Johannis vom Spital zu Jerusalem (Hrsg.): Die Mitglieder des Erweiterten Kapitels des Johanniterordens von 1958 - 1999. Selbstverlag, Nieder-Weisel 1999, S. 88 (kit.edu [abgerufen am 10. August 2021]).

| Personendaten    | Personendaten                                     |
| ---------------- | ------------------------------------------------- |
| NAME             | Oppen, Konrad von                                 |
| ALTERNATIVNAMEN  | Oppen, Konrad Karl Matthias Heinrich Albrecht von |
| KURZBESCHREIBUNG | deutscher Politiker (CDU), MdL                    |
| GEBURTSDATUM     | 23. April 1904                                    |
| GEBURTSORT       | Posen                                             |
| STERBEDATUM      | 30. April 1987                                    |
| STERBEORT        | Friedrichsdorf                                    |